# Лебанон (Вірджинія)
Лебанон (англ. Lebanon) — місто (англ. town) в США, в окрузі Расселл штату Вірджинія. Населення — 3159 осіб (2020).

## Географія
Лебанон розташований за координатами 36°53′58″ пн. ш. 82°4′43″ зх. д. / 36.89944° пн. ш. 82.07861° зх. д. (36.899396, -82.078580).  За даними Бюро перепису населення США в 2010 році місто мало площу 11,57 км², з яких 11,54 км² — суходіл та 0,04 км² — водойми. В 2017 році площа становила 12,21 км², з яких 12,16 км² — суходіл та 0,05 км² — водойми.

## Демографія
Згідно з переписом 2010 року, у місті мешкали 3424 особи в 1507 домогосподарствах у складі 884 родин. Густота населення становила 296 осіб/км².  Було 1681 помешкання (145/км²).
Расовий склад населення:
| - 94,7 % — білих - 2,9 % — чорних або афроамериканців - 0,9 % — азіатів - 0,3 % — корінних американців |

До двох чи більше рас належало 0,8 %. Частка іспаномовних становила 1,4 % від усіх жителів.
За віковим діапазоном населення розподілялося таким чином: 21,0 % — особи молодші 18 років, 59,0 % — особи у віці 18—64 років, 20,0 % — особи у віці 65 років та старші. Медіана віку мешканця становила 40,5 року. На 100 осіб жіночої статі у місті припадало 86,9 чоловіків;  на 100 жінок у віці від 18 років та старших — 82,6 чоловіків також старших 18 років.
Середній дохід на одне домашнє господарство  становив 55 278 доларів США (медіана — 35 750), а середній дохід на одну сім'ю — 66 921 долар (медіана — 48 504). За межею бідності перебувало 30,5 % осіб, у тому числі 46,2 % дітей у віці до 18 років та 7,4 % осіб у віці 65 років та старших.
Цивільне працевлаштоване населення становило 1193 особи. Основні галузі зайнятості: сільське господарство, лісництво, риболовля — 16,6 %, освіта, охорона здоров'я та соціальна допомога — 13,1 %, роздрібна торгівля — 12,1 %, науковці, спеціалісти, менеджери — 11,5 %.